# Wüste Scherze
Wüste Scherze (Originaltitel: The Practical Joker) ist die dritte Episode der zweiten Staffel der Science-Fiction-Zeichentrickserie Die Enterprise. Sie wurde in englischer Sprache erstmals am 21. September 1974 bei NBC ausgestrahlt. In Deutschland war sie zum ersten Mal unter dem Titel Das lachende Ungeheuer am 20. April 1976 in einer stark geschnittenen und inhaltlich veränderten synchronisierten Fassung im ZDF zu sehen. Eine ungekürzte, originalgetreue Synchronfassung erschien erstmals 1994 auf VHS. Die erste Fernsehausstrahlung dieser Fassung erfolgte am 5. Oktober 2016 auf Tele 5.

## Handlung
Im Jahr 2270 bei Sternzeit 3183.3 vermisst die Enterprise routinemäßig Asteroidenbahnen, als plötzlich drei romulanische Kriegsschiffe auftauchen und ohne Vorwarnung das Feuer eröffnen. Der romulanische Commander beschuldigt die Enterprise, illegal in romulanisches Gebiet eingedrungen zu sein. Captain Kirk bestreitet dies und meint, sie seien nicht einmal in der Nähe der romulanischen Grenze. Da die Enterprise unterlegen ist, befiehlt Kirk den Rückzug, doch die Romulaner nehmen die Verfolgung auf. Steuermann Sulu entdeckt ein Energiefeld und indem die Enterprise es durchquert, gelingt es ihr, die Romulaner abzuschütteln.
Die Führungsoffiziere feiern die erfolgreiche Flucht bei einem Essen, doch von da an häufen sich seltsame Vorfälle auf dem Schiff. Aufgrund präparierter Gläser bekleckern sich zunächst alle beim Trinken und glauben, einer von ihnen wolle den anderen einen Streich spielen. Es folgen vermeintliche Fehlfunktionen der Nahrungsreplikatoren und Kirk findet auf seiner Ersatzuniform den Aufdruck „Kirk is a Jerk“ („Kirk ist ein Trottel“) vor. In den Gängen des Schiffs breitet sich Nebel aus und der Boden vereist. Aus dem Bordfunk ist ein seltsames Lachen zu hören. Sulu, Schiffsarzt McCoy und Kommunikationsoffizierin Uhura unternehmen einen Ausflug in den Erholungsraum der Enterprise, der künstliche Landschaften erzeugen kann. Als Kirk die Führungsoffiziere wegen der seltsamen Vorkommnisse zu einem Treffen rufen will, kommt der Funkspruch nicht bei Sulu, McCoy und Uhura an. Stattdessen müssen sie feststellen, dass auch der Erholungsraum manipuliert wurde. Bei einem Waldspaziergang landen sie plötzlich in einer Grube. Als sie sich daraus befreit haben, verwandelt sich der Wald auf einmal in eine Eislandschaft.
Der erste Offizier Spock identifiziert die lachende Stimme als die des Schiffscomputers und stellt die Hypothese auf, dass dieser beim Durchqueren des Energiefeld durch aufgesammelte Atome beschädigt wurde und sich deshalb seltsam verhält. Chefingenieur Scott soll den Computer abschalten, doch als er den Computerraum betritt, dreht sich plötzlich die künstliche Schwerkraft um und alle Besatzungsmitglieder finden sich an der Decke wieder. Erst als Scott den Computerraum unverrichteter Dinge wieder verlässt, funktioniert die Schwerkraft wieder normal. Spock interpretiert dies als Abwehrreaktion.
Ihm Erholungsraum sinkt derweil die Temperatur. Mehrere Ingenieure versuchen, die Eingeschlossenen zu befreien, doch die Tür lässt sich nicht öffnen. Plötzlich müssen alle anfangen zu lachen, da der Schiffscomputer Lachgas in die Atemluft einleitet. Spock gelingt es, die Notlüftung einzuschalten und die Tür zum Erholungsraum wird schließlich gewaltsam aufgebrochen.
Nun versagt die Steuerung der Enterprise und das Schiff setzt eigenmächtig einen Kurs in den Raum der Romulaner. Erneut tauchen die romulanischen Kriegsschiffe auf. Der Schiffscomputer entlässt nun einen Ballon aus dem Hangar, der die gleiche Form wie die Enterprise aber die 20-fache Größe hat. Die Romulaner lassen sich davon kurz täuschen, merken aber schnell, dass ihnen ein Streich gespielt wurde und konzentrieren sich wieder auf die echte Enterprise. Kirk möchte den Computer dazu bringen, erneut in das Energiefeld zu fliegen und tut so, als hätte er genau davor sehr große Angst. Der Computer glaubt, Kirk jetzt einen bösen Streich spielen zu können und fliegt direkt in das Energiefeld. Dabei lösen sich die eingefangenen Atome wieder und die Schiffssysteme funktionieren wieder normal. Die Romulaner sind der Enterprise dieses Mal in das Energiefeld gefolgt und es dauert nicht lange, bis Uhura Funksprüche mithört, aus denen hervorgeht, dass nun auch auf ihren Schiffen die Computer verrückt spielen. Kirk beschließt, ihnen zu verraten, wie sie das Problem rückgängig machen können, doch er will damit erst noch eine Weile warten.

## Verbindungen zu anderen Star-Trek-Produktionen
Wüste Scherze ist die erste Star-Trek-Folge, in der ein Holodeck vorkommt, auch wenn es hier noch als „Erholungsraum“ (englisch: „recreation room“) bezeichnet wird. Diese Technologie wurde mit dem Start der Nachfolgeserie Raumschiff Enterprise – Das nächste Jahrhundert im Jahr 1987 wieder aufgegriffen und von da an regelmäßig gezeigt. Obwohl Raumschiff Enterprise – Das nächste Jahrhundert fast 100 Jahre nach Die Enterprise spielt, wurde das Holodeck hier als eine relativ neue Technologie dargestellt.

## Produktion

### Drehbuch
Chuck Menville hatte bereits als Ko-Autor am Drehbuch der Folge Phantasie oder Wirklichkeit aus der ersten Staffel von Die Enterprise mitgewirkt. Wüste Scherze war seine einzige alleinige Drehbucharbeit für das Star-Trek-Franchise.

### Sprecher und Figuren
Die Romulaner wurden von Norm Prescott und Lou Scheimer gesprochen, die als Gründer des Filmation-Studios primär als Produzenten an der Serie Die Enterprise mitwirkten.

## Adaptionen
Alan Dean Foster schrieb eine Textfassung von Wüste Scherze, die auf Englisch erstmals 1976 in der Geschichtensammlung Star Trek Log 6 erschien. Die deutsche Übersetzung erschien 1993.

## Rezeption
Chris Cummins führte Wüste Scherze 2012 auf toplessrobot.com in einer Liste der acht besten Folgen von Die Enterprise auf Platz 5.
Wes Huntington führte Wüste Scherze 2016 auf msureporter.com in einer Liste der zehn besten Folgen von Die Enterprise auf Platz 8.
Jack Kiely führte Wüste Scherze 2023 auf whatculture.com in einer Liste der zehn wichtigsten Folgen von Die Enterprise auf Platz 3.